# 城炮合一
城炮合一，是一种源自欧洲的古代以及近代战术，中国于明朝末年由袁崇焕引进。

## 历史
明朝天启至崇祯年间，由于要抗击后金骑兵的强硬攻势，时任兵部尚书的袁崇焕从澳门引进一种英国制大口径加农炮，该种加农炮威力要比明朝自产的火炮要强大，袁崇焕引进后取名为红夷大炮，并将之与宁远城城墙合而为一，以有效抗击后金骑兵的进攻。
该种战术虽然在中国由袁崇焕开始，但在欧洲却已使用多年。明朝灭亡后，清朝沿袭使用了这种战术，并在各重要城池内角位处设立火药局，方便调动大炮与城墙合而为一以作防御。